# St. Nikolaus (Allensbach)

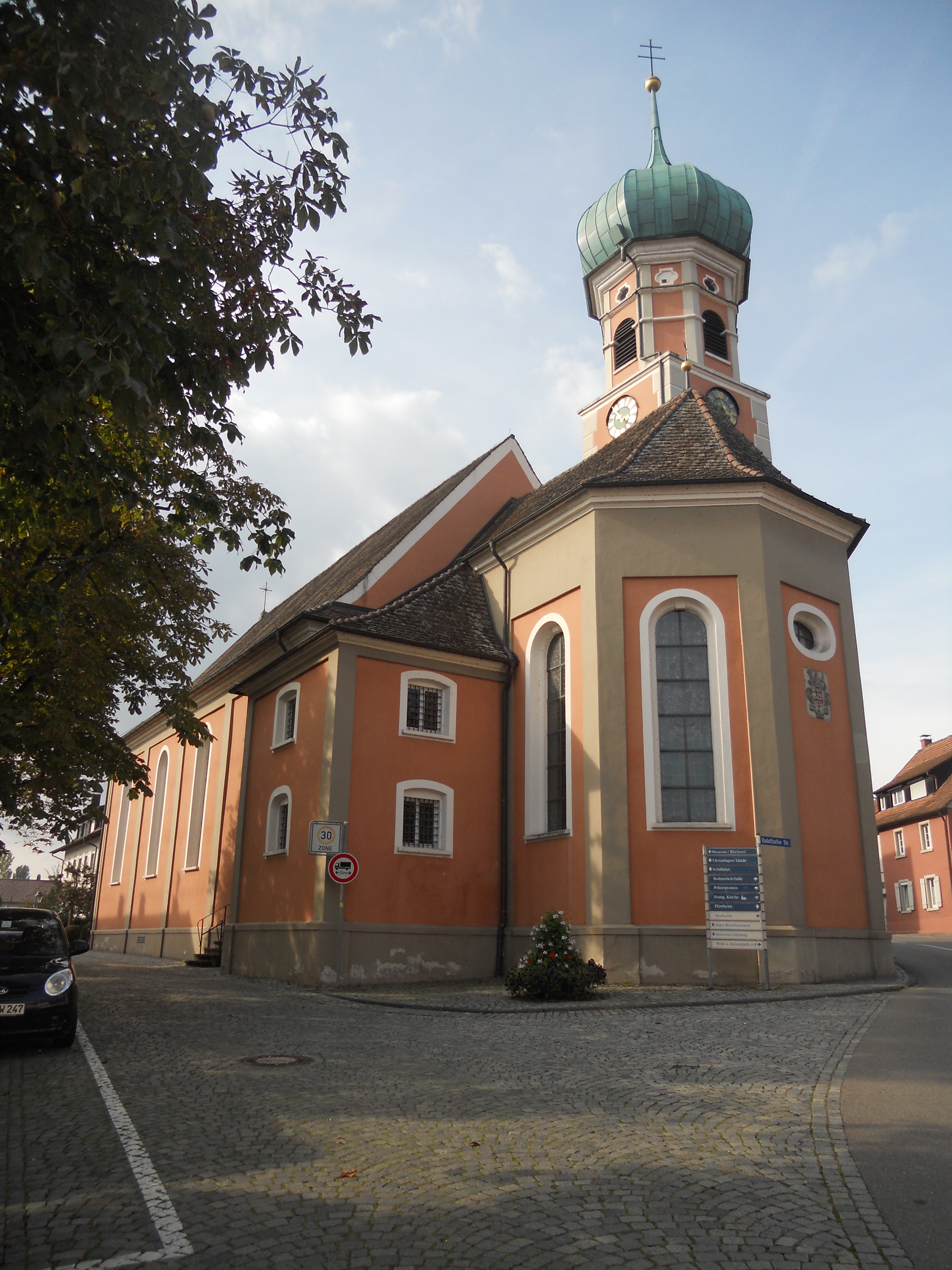
St. Nikolaus in Allensbach

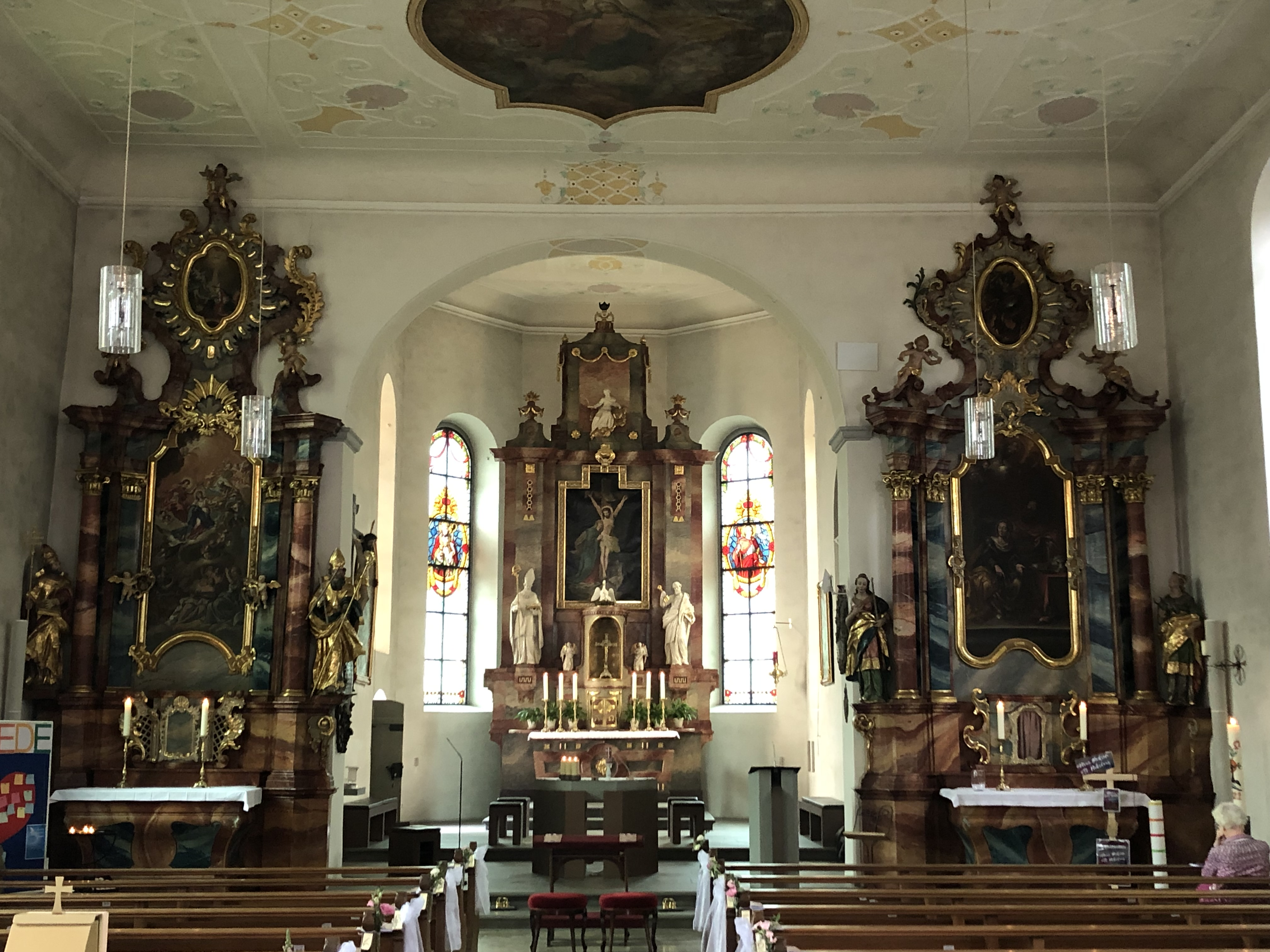
Innenansicht

Die römisch-katholische Pfarrkirche St. Nikolaus steht in Allensbach, einer Gemeinde im Landkreis Konstanz von Baden-Württemberg. Die Kirche gehört zum Dekanat Konstanz des Erzbistums Freiburg. Sie ist beim Landesamt für Denkmalpflege Baden-Württemberg als Baudenkmal eingetragen.

## Beschreibung
Das Langhaus der Saalkirche, das mit einem Satteldach bedeckt ist, wurde 1732–1735 neu gebaut. Der eingezogene, dreiseitig geschlossene Chor und der Chorflankenturm an dessen Nordwand und die Sakristei an dessen Südwand wurden einbezogen. Die Wände des Langhauses, des Chors und der Sakristei sind mit Lisenen verziert, die unteren Geschosse des Chorflankenturms mit Ecksteinen.
Zur Kirchenausstattung gehört ein 1804 gebauter Hochaltar, der von den Statuen des heiligen Petrus und des heiligen Nikolaus flankiert wird. An der 1735 gebauten Kanzel befinden sich geschnitzte Statuetten von Kirchenvätern.
Die Orgel auf der Empore über dem Eingangsbereich im hinteren Teil der Kirche wurde 1929 als Opus 234 von der Orgelbauwerkstatt Wilhelm Schwarz & Sohn in Überlingen am Bodensee gebaut.
Glocken
Der im unteren Teil spätgotische Chorflankenturm wurde mit einem achteckigen Geschoss aufgestockt und mit einer Zwiebelhaube bedeckt. In seinem Glockenstuhl beherbergt er vier Kirchenglocken aus Bronze.
| Glocke | Gießer                                | Gussjahr | Durchmesser | Gewicht | Schlagton |
| ------ | ------------------------------------- | -------- | ----------- | ------- | --------- |
| 1      | Glockengießerei Rosenlächer, Konstenz | 1838     | 1200 mm     |         | e′+4      |
| 2      | Glockengießerei Rosenlächer, Konstenz | 1838     | 950 mm      |         | gis′+3    |
| 3      | Glockengießerei Grüninger, Neu-Ulm    | 1838     | 804 mm      | 350 kg  | h′-3      |
| 4      | Glockengießerei Grüninger, Villingen  | 1927     |             | 263 kg  | cis″+4    |

Alle vier Seiten des Turms sind mit Zifferblättern der Turmuhr versehen, deren Stundenschlag die Glocke 1 übernimmt, während die Glocken 2 und 3 für den Viertelstundenschlag sorgen.